# Lelio Basso
Lelio Basso (Varazze, 25 dicembre 1903 – Roma, 16 dicembre 1978) è stato un avvocato, giornalista, antifascista, politico e politologo italiano.

## Biografia

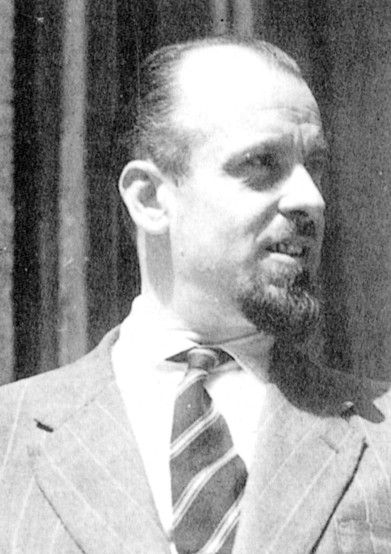
Lelio Basso nel 1950

Lelio Basso nacque a Varazze, all'epoca in provincia di Genova (confluito poi, nel 1927, nella neo-costituita provincia di Savona), da una famiglia della media borghesia liberale. 
Nel 1916 i Basso si trasferirono a Milano, dove il giovane Lelio frequentò il liceo classico Giovanni Berchet. Nel 1921 s'iscrisse alla Facoltà di Legge dell'Università di Pavia e aderì al Partito Socialista Italiano. Studiò le elaborazioni marxiste e di altre personalità del panorama socialista; fu al fianco di Piero Gobetti durante il breve periodo di pubblicazione della rivista politica La Rivoluzione liberale.
Lavorò per diversi giornali e riviste, tra cui Critica Sociale, Il Caffè, Avanti!, Coscientia, Il Quarto Stato e Pietre, che diresse nel 1928, inizialmente da Genova e poi da Milano. Nel 1925 si laureò in legge con una tesi sul concetto di libertà nel pensiero marxista.

### Antifascismo
Nell'aprile 1928 fu arrestato a Milano e internato sull'isola di Ponza, dove studiò per la sua laurea in filosofia. 
Quando si presentò, da internato e scortato dagli agenti della Polizia di Stato, all'esame di filosofia morale, Piero Martinetti cominciò a interrogarlo, ma presto lo interruppe più o meno con queste parole: «Io non ho alcun diritto d'interrogarla sull'etica kantiana: resistendo a un regime oppressivo Lei ha dimostrato di conoscerla molto bene. Qui il maestro è Lei. Vada, trenta e lode».
Tornò a Milano nel 1931 e mentre faceva pratica da avvocato si laureò all'Università degli Studi con una tesi su Rudolf Otto. Nel 1934 tornò a fare politica in qualità di direttore del "Centro interno socialista", insieme a Rodolfo Morandi, Lucio Luzzatto ed Eugenio Colorni. Questo impegno fu però interrotto da un ulteriore arresto e la successiva reclusione nel campo di concentramento di Colfiorito (frazione di Foligno in provincia di Perugia) dal 1939 al 1940, insieme ad altri intellettuali antifascisti come Carlo Venegoni e Gilberto Gilioli.
Dopo lunghi, segreti preparativi, fu presente a Milano alla fondazione del Movimento di Unità Proletaria (MUP) il 10 gennaio 1943. Il gruppo dirigente del movimento era formato da Basso, Lucio Luzzatto, Roberto Veratti e Umberto Recalcati.
Alla luce dell'esperienza maturata in quegli anni, a livello storiografico avrebbe poi proposto "una definizione della Resistenza italiana mirante a sottolineare il momento di diretta assunzione della responsabilità storica da parte delle masse popolari nel "volontariato di massa" che la Resistenza per la prima volta realizza nella storia italiana. Questo rilievo rimanda per un verso alla valutazione dei rapporti fra la Resistenza e la precedente storia italiana, in particolare il Risorgimento, per un altro alla correlazione fra la Resistenza italiana e le forze operanti nella coalizione antihitleriana durante la seconda guerra mondiale".

### Nascita dello PSIUP

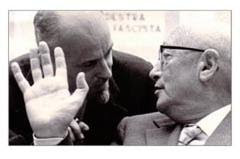
Lelio Basso con Pietro Nenni

Dopo il 25 luglio il movimento si unì al Partito Socialista Italiano (PSI) per formare il Partito Socialista Italiano di Unità Proletaria (PSIUP), in cui Basso rappresentava una delle figure dirigenti. Nel 1943 Basso rifiutò la politica partitica per fondare il giornale clandestino Bandiera rossa e nel 1944 avanzò, tra l'altro, la proposta di una Camera dei consigli che affiancasse la Camera dei deputati.
Nel periodo precedente la Liberazione Basso fu membro attivo della Resistenza, e insieme a Sandro Pertini e Rodolfo Morandi fondò Alta Italia, il corpo esecutivo segreto dello PSIUP, che egli aveva la responsabilità di dirigere.

### Attività politica

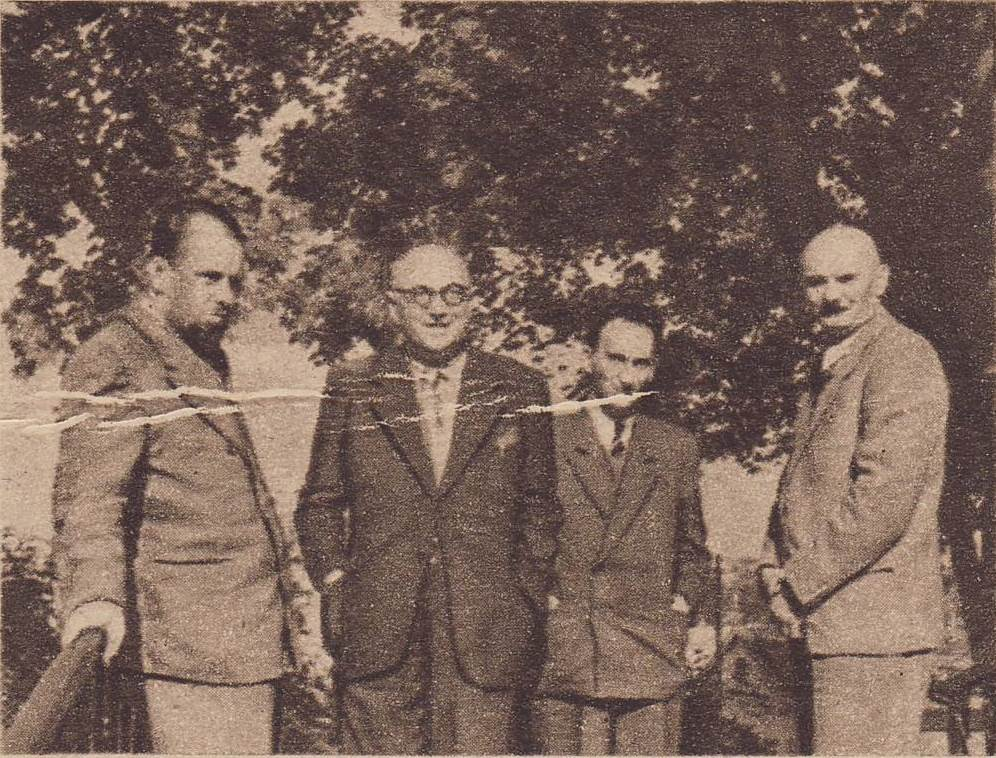
Lelio Basso (il primo da sinistra) e Pietro Nenni (secondo da sinistra) a Varsavia con Stanisław Szwalbe (ultimo a destra), esponente del Polska Partia Socjalistyczna (PPS, Partito Socialista Polacco) e vice-presidente del Consiglio Nazionale di Stato polacco

Dopo la Liberazione Lelio Basso fu eletto vicesegretario dello PSIUP e, nel 1946, divenne deputato dell'Assemblea Costituente. Fece parte della Commissione, formata da 75 membri, che dovevano scrivere il testo della Costituzione e contribuì in particolar modo alla formulazione degli articoli 3 e 49:  "il costituente socialista appare profondamente convinto che la Carta costituzionale democratica debba riconoscere ai partiti politici, che «nelle votazioni pubbliche avessero raccolto non meno di cinquecentomila voti», attribuzioni di carattere costituzionale..
In sede di Assemblea costituente si oppose alla tesi della continuità dell'ordinamento
giuridico e della continuità in democrazia degli apparati burocratici
alimentati dal fascismo, esprimendo una posizione minoritaria alla quale sarebbe rimasto fedele anche in seguito, in difesa delle potenzialità della Costituzione come fonte di diritti sociali.
Dal 1946 al 1968 fu costantemente eletto alla Camera dei deputati. Fu eletto quindi senatore nel 1972 e nel 1976.
Nel 1946 fondò la rivista Il Quarto Stato, che si pubblicherà fino al 1950. Dal 1949 aveva cominciato a collaborare alla rivista di Gianni Bosio Movimento operaio.
Al momento della scissione di Saragat e del suo Partito Socialista dei Lavoratori Italiani (PSLI) (1947), Basso divenne Segretario del PSI, un ruolo che occupò fino al Congresso di Genova nel 1948. Egli "era stato l'unico tra i principali dirigenti del partito a dedicarsi con impegno alle questioni organizzative. Sin dagli anni Trenta aveva sviluppato in merito una specifica concezione: il partito come strumento di diffusione della democrazia, fondato sulla partecipazione attiva e volto a vincere la passività che il fascismo aveva indotto. A tale scopo aveva proposto un modello strutturato intorno a due perni: un'organizzazione rigorosa ed efficace da un lato, una attenta preparazione ideologica dei militanti dall'altro. Solo in questo modo riteneva possibile raggiungere il proprio duplice obiettivo: sconfiggere il progetto socialdemocratico di un partito di ceti medi (orientato verso l'attività parlamentare) e contemporaneamente superare il modello comunista (incline alla gestione burocratica). Un partito di classe, dunque, formato da quadri ideologicamente preparati, consapevoli del proprio ruolo e capaci di diffondere nelle masse i valori della partecipazione e del socialismo".
In quella veste, unitamente a Pietro Nenni, rispedì "sdegnosamente al mittente" l'appello di Riccardo Lombardi, assieme a Ignazio Silone e Giuseppe Romita, per una riunificazione tra PSI, PSLI e Partito d'Azione.

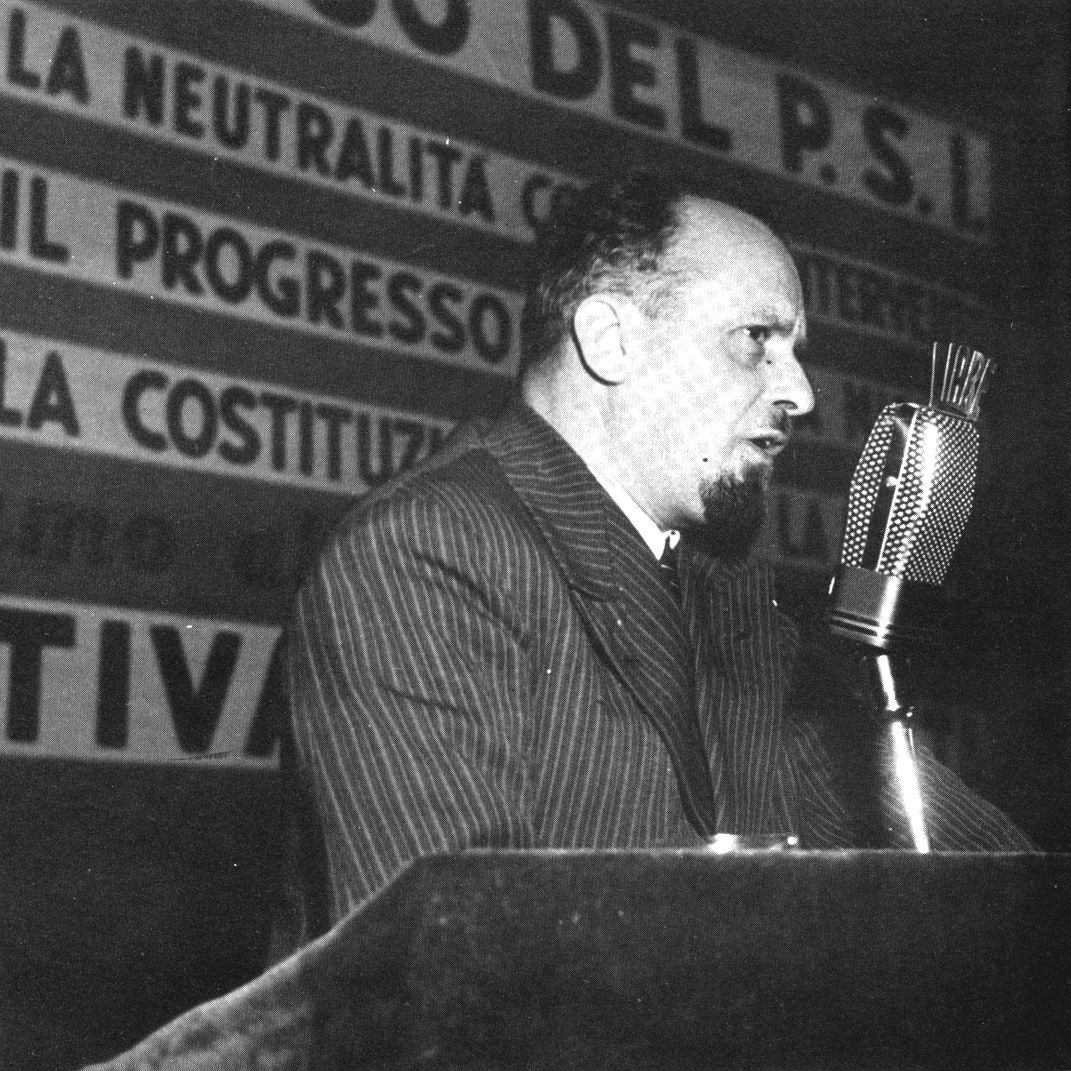
Lelio Basso al XXX congresso del PSI del 1953 a Milano

Nel 1950 non fu rieletto a livelli dirigenziali, per via delle sue visioni contrarie all'inclinazione stalinista del partito a quel tempo. Al Congresso di Milano del 1953 non fu incluso nel comitato centrale e vi fu riammesso solo nel 1955, riassumendo incarichi direttivi solo dopo il congresso di Venezia del 1957. L'anno seguente avviò Problemi del socialismo (tuttora in stampa con il nuovo titolo Parolechiave).
Basso fu membro attivo della sinistra del PSI dal 1959. Nel dicembre 1963 egli fece una dichiarazione di voto alla Camera, sottoscritta da 24 membri della minoranza del gruppo parlamentare socialista, contro il primo governo di Centro-Sinistra. Questo gesto gli fece guadagnare la sospensione dal partito e nel gennaio 1964 partecipò all'assemblea costituente del PSIUP, una formazione che riprendeva il nome assunto dal PSI negli anni 1943-1947.
Basso fu uno dei leader del nuovo partito e ne fu presidente dal 1965 fino al 1968, quando, a seguito della Primavera di Praga, le truppe del Patto di Varsavia invasero la Cecoslovacchia. Basso non approvò infatti la decisione dello PSIUP di non condannare l'invasione, ed abbandonò pertanto il partito: anni dopo definirà un errore aver partecipato alla scissione del 1964 e i "bassiani" finiranno per rientrare nel PSI dopo lo scioglimento dello PSIUP.
Il permanere di un sottofondo di ostilità nei suoi confronti, all'interno del partito, si percepì nell'episodio della sua fallita candidatura alla Corte costituzionale, in cui il suo nome fu proposto dal segretario del PSI del tempo, Giacomo Mancini. Nel 1971, alla scadenza del mandato alla Corte Costituzionale di Giuseppe Branca, della quale era stato eletto presidente, il parlamento in seduta comune fu convocato per eleggere un nuovo giudice che lo sostituisse, e alla luce di accordi interpartitici questi come il suo predecessore doveva essere designato dal PSI. Ma dopo tre scrutini andati a vuoto a causa delle schede bianche depositate nell'urna dai parlamentari della Democrazia Cristiana, Basso fu costretto a ritirarsi.

### Attività culturale
Lelio Basso fondò e scrisse per numerose pubblicazioni internazionali. Era famoso in tutta Europa in qualità di avvocato penalista.
Sedette nel Tribunale Russell, il tribunale internazionale creato e presieduto da Bertrand Russell per giudicare i crimini di guerra statunitensi commessi nella guerra del Vietnam.
Nel 1964, dopo aver seguito i lavori del congresso della della AIJD (Association Internationale Juristes Dèmocrates) a Budapest, decide di fondarne la sezione italiana assumendone la presidenza nel 1969 insieme a Enzo Enriques Agnoletti, Mario Berruti, Carlo Galante Garrone, Francesco Saverio Gentile, Fausto Gullo, Lucio Luzzatto, Guglielmo Nocera e Umberto Terracini . 
Fece parte del consiglio di amministrazione dell'Istituto lombardo di studi economici e sociali.
Nel 1973 lavorò per costituire un secondo Tribunale Russell per esaminare la repressione portata avanti in America Latina: i suoi contatti con il partito di Salvador Allende datavano da molti anni e, proprio agli inizi di quell'anno, era stato in Cile alla testa di una delegazione di giuristi composta, tra l'altro, da Salvatore Senese, Guido Calvi e Gino Giugni.
Lavorò inoltre per fondare il Tribunale Permanente dei Popoli (costituito dopo la sua morte, nel 1979). Nel 1973 fondò inoltre la "Fondazione Lelio e Lisli Basso" a Roma e, nel 1976, la "Fondazione Internazionale" e la "Lega Internazionale per i Diritti e la Liberazione dei Popoli".
Morì a Roma il 16 dicembre 1978. Cremato, le sue ceneri si trovano al cimitero monumentale di Milano.

## Personalità e opera
Basso era uno dei fascinatori del Psi. Aveva scritto un libro di successo, Il principe senza scettro, e si atteggiava a Lenin italiano (cui un poco somigliava) ricalcandone le mosse. Era un oratore formidabile, capace di battute e d'ironia a non finire: una voce morbida, flessuosa, un po' femminile che persuadeva e incantava. Le donne lo adoravano e lui adorava le donne".
La vita di Lelio Basso fu una miscela di attività e ricerca intellettuale, unita alla ricerca di uno strumento politico efficiente, il tutto su scala internazionale.
In qualità di esperto e interprete del lavoro di Marx, egli adottò un approccio originale nella sua rielaborazione della visione del socialismo e attinse a diverse linee di pensiero che venivano dalla sfera del pensiero democratico, nel significato più ampio possibile del termine (la tradizione democratica francese, il "socialismo accademico" tedesco, il pensiero socialista italiano e gli austromarxisti).
Durante il suo internamento egli lesse le opere di Rosa Luxemburg e lavorò poi instancabilmente, per promuovere una consapevolezza critica del suo pensiero in Italia.
Una approfondita ricostruzione del suo itinerario politico è stata fornita dallo storico Giancarlo Monina, anche grazie alle testimonianze dei parenti e alla documentazione disponibile presso la Fondazione Basso.

## Opere
Basso ha scritto un gran numero di saggi per periodici e raccolte. Tra i suoi libri più importanti ci sono:
- Due totalitarismi: fascismo e democrazia cristiana (1951);
- Il Partito socialista italiano (1956);
- Il principe senza scettro (1958, ristampa 1998);
- Da Stalin a Krusciov (1962);
- introduzione e cura di R. Luxemburg, Scritti politici (1967, ristampe: 1970, 1976);
- Neocapitalismo e sinistra europea (1969);
- introduzione e cura di R. Luxemburg, Lettere alla famiglia Kautsky (1971);
- introduzione e cura di Stato e crisi delle istituzioni (1978);
- Socialismo e rivoluzione (1980);
- Scritti sul cristianesimo (1983).